# Ivana Mrdak
Ivana Mrdak (* 15. September 1993) ist eine serbische Volleyballspielerin.

## Karriere
Mrdak begann ihre Karriere im Nachwuchs von Postar 064 Belgrad. Mit den serbischen Juniorinnen gewann sie Silbermedaillen bei Welt- und Europameisterschaften. Von 2010 bis 2013 spielte die Mittelblockerin bei ŽOK Spartak Subotica. Anschließend war sie eine Saison bei ŽOK Železničar Lajkovac aktiv. 2014 wechselte sie zu ŽOK Jedinstvo Stara Pazova. Mit dem Verein gewann sie 2017 den serbischen Pokal. Anschließend wurde sie vom deutschen Bundesligisten Dresdner SC verpflichtet. In ihrer ersten Saison erreichte Mrdak mit dem Dresdner Verein den Pokalsieg sowie den Einzug in das Playoff-Halbfinale, in der zweiten Saison schied sie mit dem Verein bereits im Playoff-Achtelfinale aus dem Kampf um die Deutsche Meisterschaft aus. Mitte April 2019 gab der Dresdner SC die Verlängerung des auslaufenden Vertrags bekannt. 2020 gewann Mrdak mit Dresden erneut den DVV-Pokal und wechselte anschließend nach Polen zu ŁKS Commercecon Łódź.